# Il legato
Il legato è un racconto scritto da Heinrich Böll nel 1948 e pubblicato nel 1982.

## Trama
Lungo una striscia di terra della costa atlantica, un fronte che davanti a sé non ha altro nemico che il mare di Normandia, si conduce una guerra particolare: la guerra contro la noia. In questo scenario da drôle de guerre, con "un nemico che non arrivava mai e di cui molti desideravano l'arrivo con voluttà", Heinrich Böll ambienta la vicenda di due ex compagni di scuola: Schnecker, l'ufficiale dal collo taurino, i modi rozzi e la pistola facile e Schelling, il tenente dall'uniforme priva di decorazioni, il non conformista dall'imprudente franchezza. Depositario del "legato" spirituale di quest'ultimo e cronista di questa storia è il soldato Wenk, l'io narrante del romanzo. Un romanzo che si snoda fra la campagna francese e la pianura russa come una palpitante confessione-testimonianza, come l'omaggio a un uomo che in quella guerra cercò di difendere la propria dignità e quella altrui.

## Edizioni italiane
- Il legato, trad. di Silvia Bortoli, Collana Nuovi Coralli n.356, Einaudi, Torino, 1983, ISBN 88-06-05626-3.